# Thierstein, Wunsiedel
Thierstein là một đô thị tại huyện Wunsiedel bang Bayern thuộc nước Đức.